# Mbrès
Mbrès är en subprefektur i Centralafrikanska republiken.   Den ligger i prefekturen Préfecture de la Nana-Grébizi, i den centrala delen av landet, 300 km norr om huvudstaden Bangui.
I omgivningarna runt Mbrès växer huvudsakligen savannskog. Runt Mbrès är det mycket glesbefolkat, med 5 invånare per kvadratkilometer.